# Кёлен, Герард ван
Ге́рард ван Кёлен (нидерл. Gerard van Keulen; 1678, Амстердам, Республика Соединённых провинций — 1726, там же) — голландский картограф, автор, издатель и книготорговец. В основном занимался созданием и публикацией морских карт и атласов.

## Биография
Сын Иоганна ван Кёлена (1654—1715) и Луизы Лауренд Кёрте. Жена — Людовина Конст. В 1704 году родился их единственный ребёнок, Иоганн (II) ван Кёлен.
С детства работал в картографической фирме своего отца, с 1698 года его имя встречается напечатанным на картах, а в 1704 году полностью унаследовал семейное дело.
7 октября 1712 года отец переписал на него патент на созданную им карту «Zee-Fakkel» («Морской факел») — самую популярную в XVIII и XIX веках карту морской навигации, выдержавшую множество изданий на многих языках.
В 1714 году, за год до своей смерти, передал сыну полное управление фирмой.
После его смерти в 1726 году его сын и вдова продолжили дело.
Он и его наследники стали преемниками Виллема Блау в качестве картографов Ост-Индской и Вест-Индской компаний.
Крупнейшее собрание карт фирмы «Ван Кёлен» (называемая «Коллекцией Ван Кёлена») содержит 334 крупномасштабные рукописные карты, опубликованные между 1704 и 1755 годами и находится в собрании библиотека Лейденского университета в Нидерландах.

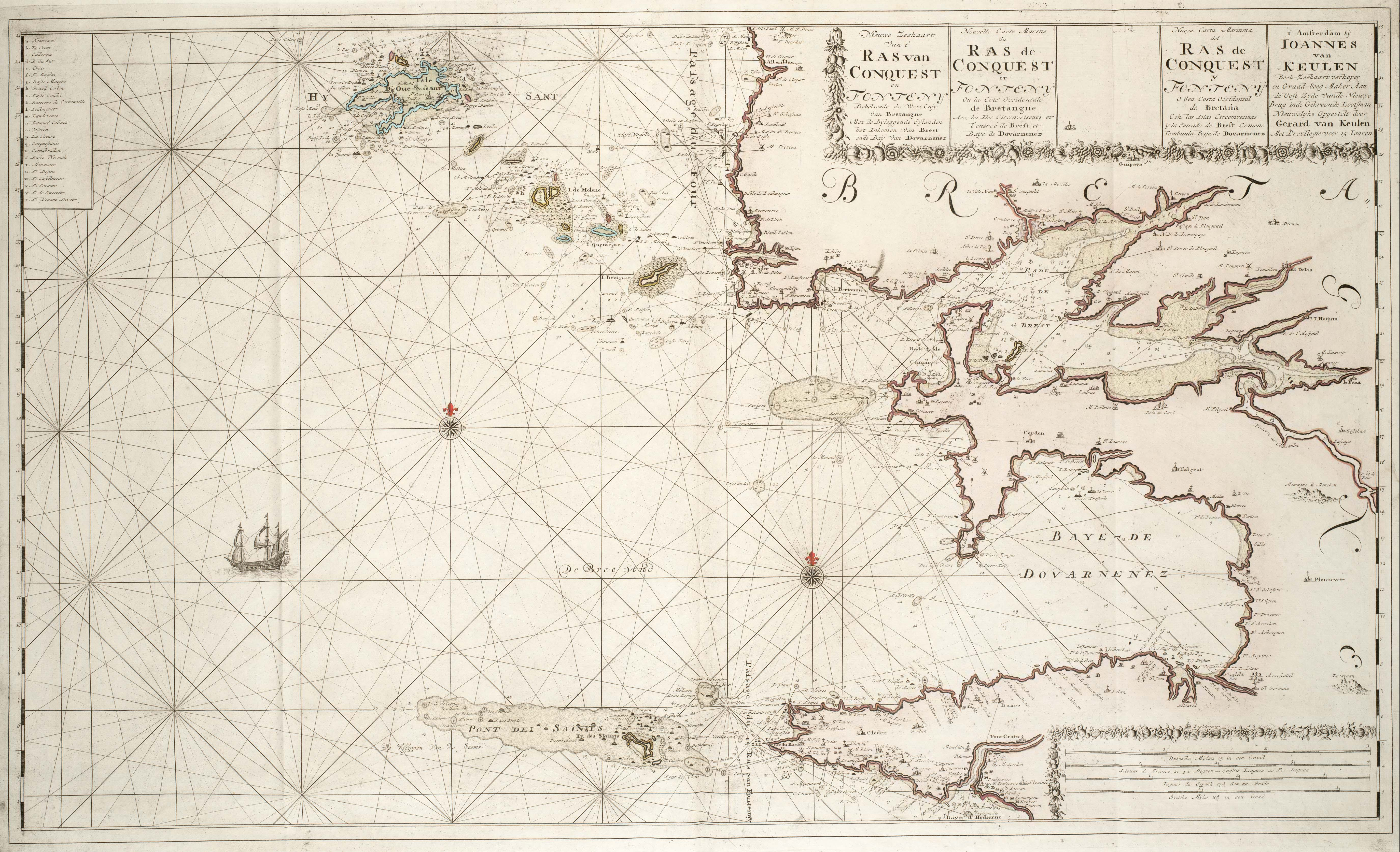
Карта западной Бретани
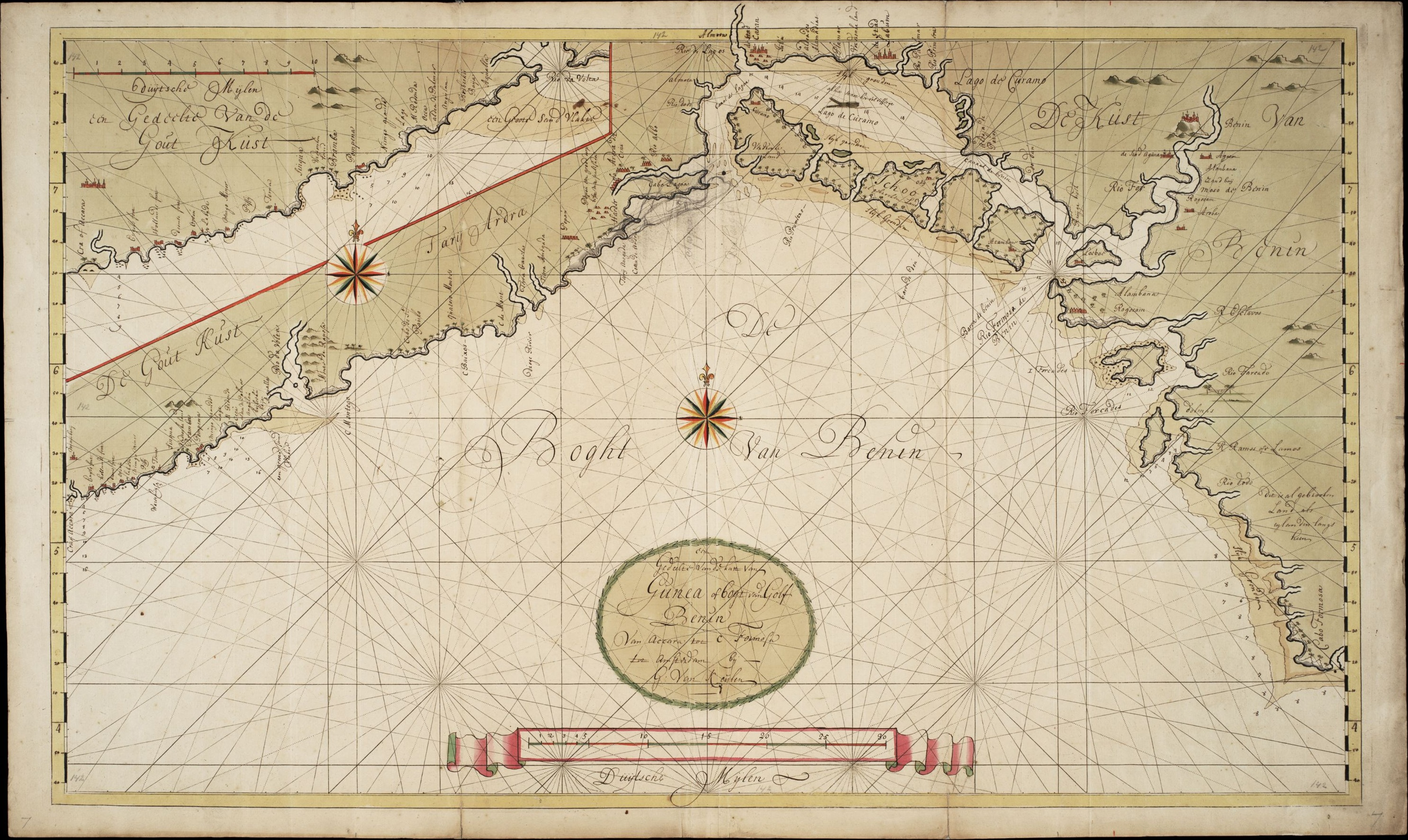
Карта Золотого берега, 1716
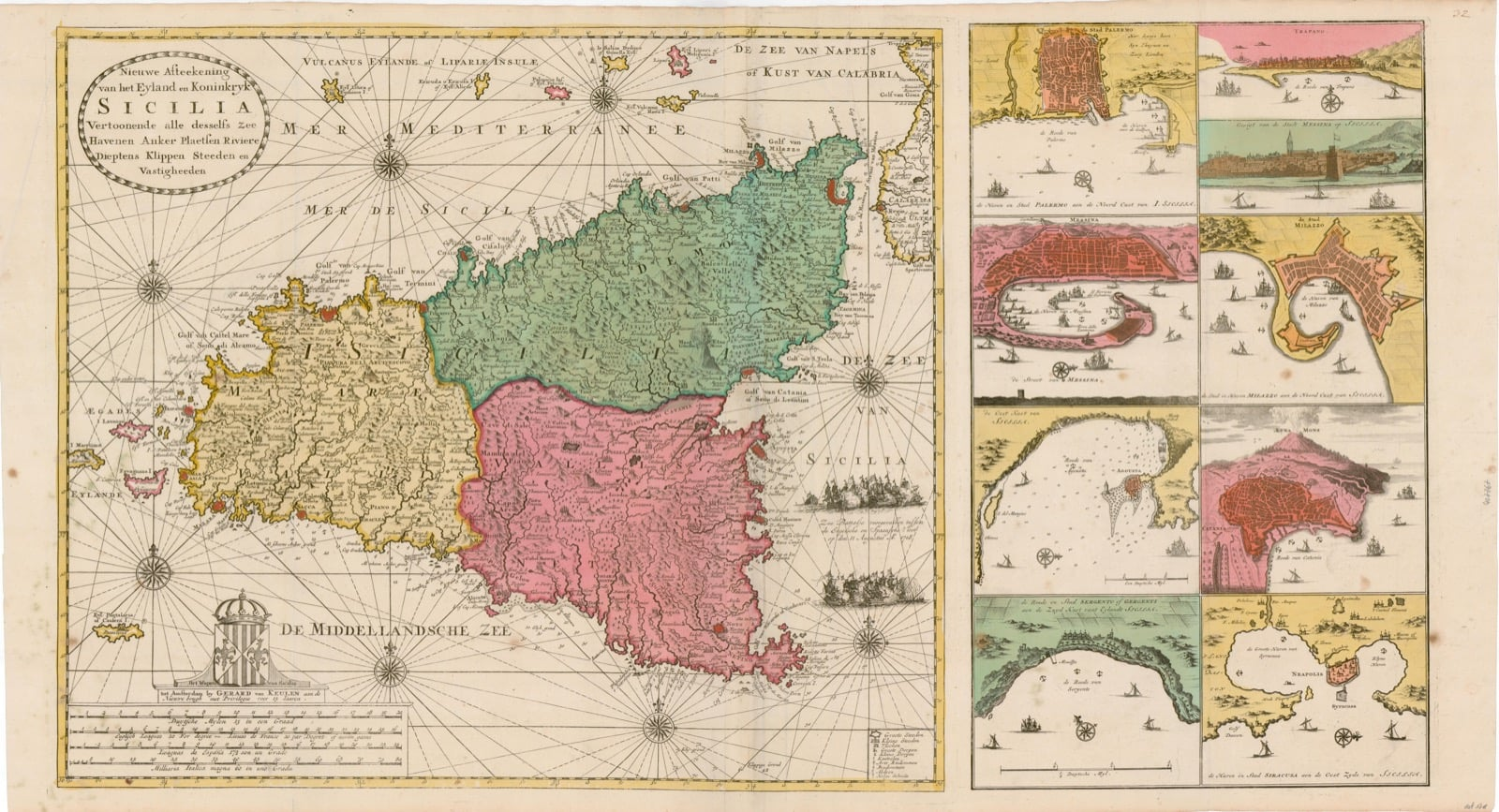
Карта Сицилии и её основных городов, 1720